# Aphelandra runcinata
Aphelandra runcinata é uma espécie de plantas com flores. Foi descrito pela primeira vez por Johann Friedrich Klotzsch e Christian Gottfried Daniel Nees von Esenbeck. Aphelandra runcinata pertence ao gênero Aphelandra e à família Acanthaceae.
Este tipo de planta pode ser encontrado em:
- Venezuela
  - Estado de Mérida
  - Estado Táchira
- Colômbia
  - Departamento de Antioquia
  - Departamento de Caldas
  - Departamento de Chocó
  - Departamento de Cundinamarca
  - Departamento de Risaralda
  - Departamento de Santander
  - Departamento de Tolima
  - Departamento do Vale do Cauca

Não há tipos listados como este.